# Silvano Raggio Garibaldi
Silvano Raggio Garibaldi (ur. 27 kwietnia 1989 w Chiavari) – włoski piłkarz grający na pozycji pomocnika. Obecnie gra w Gubbio, do którego jest wypożyczony z Genoi oraz w reprezentacji Włoch do lat 20. Powołany do kadry na Mistrzostwa Świata U-20 2009 w Egipcie.